# El hombre de tu vida
El hombre de tu vida es una serie de televisión argentina cómica creada y coescrita por Juan José Campanella y Marcela Guerty, dirigida por Juan José Campanella, producida por Telefe en asociación 100 Bares y distribuida por Telefe Internacional. Es protagonizada por Guillermo Francella, Mercedes Morán y Luis Brandoni y se emitió por la cadena argentina de televisión Telefe.

## Argumento
Es la historia de Hugo Bermúdez (Guillermo Francella), un hombre común y corriente, trabajador, honesto y padre abnegado de un adolescente al que crio solo, pero está a punto de descubrirse como el objeto de amor de cientos de mujeres.
Afectado por la crisis de la mediana edad, desempleado y herido emocionalmente, Hugo acepta, presionado, trabajar en la empresa “El amor de tu vida” un microemprendimiento criollo, invento de su prima Gloria (Mercedes Morán), en donde estafa a hombres y mujeres prometiéndoles encontrarles pareja, a cambio de un pago por los servicios.
Pero la tarea no es nada simple, llaman más mujeres que hombres, por lo que la empresa contrata a Hugo para que sea el hombre ideal comodín. Interpretando diferentes personalidades masculinas y teniendo en cuenta los deseos de las clientes, acude a las citas no solo con un nombre y aspecto distinto, lleva un propósito oculto: que las mujeres se deslumbren con él en un principio pero terminen desilusionadas y pidan a otro hombre o desistan de la tarea.
Con cada mujer, llega una historia emocional diferente que lo atraviesa y lo lleva a involucrarse para ayudar a resolver el conflicto de la dama en cuestión. Ejercer esta tarea, lo ayuda también a enfrentarse con los fantasmas de su vida.

## Formato
Contrario a las novelas argentinas, de emisión diaria, el formato se asemeja más al de las series estadounidenses de emisión semanal, en las que cada capítulo es una historia en sí mismo, con un hilo conductor a través de toda la serie, y con la participación de estrellas invitadas. Cuenta, además, con un grupo de directores conformado por Camilo Antolini, Martino Zaidelis, Miguel Colom, Pablo Vásquez y el propio Juan José Campanella.
A su vez, Campanella encabeza junto a Marcela Guerty un equipo de guionistas conformado por Pamela Rementería, Pablo Costa, Jorge Fernández Díaz, Bárbara García Castro, Sabrina Arteaga, Sergio Mandelbaum, Mariano Berterreix, Bernabé Botte, Martín Bustos, Javier Mantovani, Cecilia Monti, Juan Pablo Domenech, Nicolás Zalcman, Ariel Franjd, Joaquín Pérez, Juan Sklar, Melania Stucchi y Malena Pichot.

## Personajes

### Protagonistas
- Hugo Bermúdez (Guillermo Francella) a partir de la propuesta de su prima Gloria es donde Hugo descubre su talento, tiene olfato para detectar en cada mujer un talón de Aquiles de la desilusión. Como un experto utiliza distintas herramientas para lograr ser rechazado por ellas. “El mirón” que no deja de elogiar pechos y traseros de otras mujeres, “el ordinario” que eructa sin pudor, “el amarrete” que comparte cada centavo de la cuenta, “el mamero” que llama a su mamá cada 5 minutos contándole lo que está haciendo, son solo algunas de sus creaciones. En general todas funcionan muy bien, pero a veces debe involucrarse más profundamente para encontrar la herramienta de desilusión acorde a esa mujer. En este involucrarse con cada mujer, Hugo arriba a una historia emocional singular que lo atraviesa y lo ayuda a resolver el conflicto de la dama en cuestión. Una repostera treintañera que nunca se animó a perder su virginidad, una ama de casa desatendida que desea recuperar a su marido, una médica pediatra con capacidades diferentes que necesita probar que puede ser amada, una ciclotímica mística que necesita encontrar el divino placer, una ex vedette que perdió su esplendor con el paso del tiempo, una madre divorciada que no acepta que el amor se terminó, una delincuente temerosa de la maternidad, un mecánico despechado, una viuda apagada por el pasado, una esposa perfecta aburrida y una joven estancada en su historia de amor pasada son algunas de las historias en las que Hugo se involucra. Ejercer esta tarea, lo enfrenta con los fantasmas de su vida. Solo desde hace años y cerrado al amor, empezará a sentir que no es tarde para olvidar y volver a enamorarse.

- Gloria Pinotti (Mercedes Morán) prima de Hugo y artífice de la agencia de vinculación, es una mujer de fuerte personalidad pero muy divertida. Siempre toma el toro por las astas, es activa, práctica y adora ganar dinero sin tener en cuenta el riesgo que corre por ello. Puso en marcha el nuevo negocio sin saber demasiado, por lo que junto con Hugo se va sorprendiendo con cada nuevo caso. A pesar de que vive de tratar de encontrar el amor a otras personas, su vida amorosa está en terapia intensiva. Es amante de Román, un mujeriego casado y padre de dos hijas. Con su primo Hugo tiene una relación de total confianza, llena de humor y de sarcasmo. Se considera a sí misma la madrina de Franco, a quien ama como al hijo que nunca tuvo. Mantienen una relación muy estrecha en la que Franco confía para develar sus dudas más íntimas o las que no se anima a hablar con su padre. Esto le da celos a Hugo y genera competencia entre ellos. En varios episodios se comenta (en tono cómico, afín al programa) que su padre era un gran bebedor, rasgo que su hija pareció heredar.

- El Padre Francisco (Luis Brandoni) es la soga espiritual de Hugo, se conocen en el inicio de la historia cuando este acude, devastado, en busca de ayuda. Hugo se siente mal por haber aceptado trabajar para Gloria y tener que mentirle a las mujeres. “¿Cómo se hace para ser honesto en un mundo deshonesto?” es la pregunta con la cual empieza la relación entre ellos. El cura ayuda a Hugo a resolver este dilema y se convierte en su consultor y amigo, guiándolo y aconsejándolo en este recorrido por el universo de las mujeres. Apasionado por las historias y casos que Hugo va viviendo, espera con ansias el momento del encuentro. Llegan a establecer una amistad que los une profundamente y donde Hugo también oficiará de consejero y ayuda. Vivirán situaciones desopilantes, donde expondrán sus diferencias e intentarán ayudar a los demás. A medida que se involucra con las historias y va transitando el amor y el desamor de los demás, sin darse cuenta empezará a hurgar en su pasado y en su propia historia de amor trunca. En la medida que transcurren los capítulos, la relación entre Hugo y El Padre se hace más cercana, considerándolo el primero su "padre espiritual".

- Franco Bermúdez (Tupac Larriera) hijo único de Hugo, tiene 14 años y está cursando la secundaria. Es un chico tímido y sensible que comienza atravesar la pubertad. Deberá enfrentarse a todos los cambios físicos y emocionales que representa el paso de la infancia a la adolescencia. Al no tener madre, con su padre construyeron una relación muy estrecha y afectuosa. Hugo siempre muy pendiente de su hijo, peca a veces de sobreprotector cosa que al chico le molesta por momentos pero reniega y reclama cuando no lo tiene. Su “madrina” Gloria es su confidente y referente femenino en la familia. Desde que Hugo y Franco se quedaron solos, Gloria, ha permanecido incondicional de la manera que su personalidad lo permite, ya que es explosiva e impulsiva, y muy divertida. Franco transitará con curiosidad enormes cambios: el primer amor, el despertar del sexo, el querer despegarse de su padre y adquirir responsabilidades mayores. Junto a él, de la manera que puedan, pero concisamente, estarán su padre y Gloria.

### Coprotagonistas
- Román Urquijo (Germán Kraus) es el amante de Gloria. Se conocieron hace once años en un casino en Miramar y desde entonces se ven a escondidas. Tienen varias idas y vueltas porque él está casado. Siempre le promete a Gloria que se va a separar y nunca lo hace; debido a esto, Hugo lo odia, y el sentimiento es recíproco. Presente solo en la primera temporada, y en el último capítulo de la segunda.

- Silvina Muñoz (Malena Pichot) tiene 28 años, es adorable e impredecible. Es la profesora de Ciencias Sociales en la escuela de Franco. Sus alumnos le dicen “la pesada” porque es exigente y los hace participar de los emprendimientos escolares. Además es la tutora del curso de Franco, cosa que la acerca más a Hugo. Él, atraído por ella, colabora activamente en cuanta actividad ella proponga. Hay una atracción mutua entre ellos que llevará a que Hugo la invite a salir. Pero, a pesar de que se gustan, no será fácil que se encuentren. Ella aún está atravesada por su pasado y Hugo siente que es su presente lo que lo coarta. Que ella sea menor que él, que sea docente de su hijo y el trabajo de Hugo lo alejarían de una posible relación.

### Recurrentes
- Gonzalo (Mathias Sandor)
- Franchini (Mariano Caldararo)
- Padre de Franchini (Martín Rocco)

## Actores invitados

### Primera temporada
- Capítulo 1: Virginia Innocenti como Ana María, y Gian Franco Apóstolo como bravucon de Escuela.

- Capítulo 2: Juan Leyrado como Manuel y Silvia Kutika como Susana.

- Capítulo 3: Jorgelina Aruzzi como Yanina Valverde.

- Capítulo 4: Natalia Lobo como Luz Mendía.

- Capítulo 5: Norma Pons como Dora del Bianco y Laura Fidalgo como Dora del Bianco (joven).

- Cápítulo 6: Nancy Dupláa como Sofía y Rafael Spregelburd como Agustín.

- Capítulo 7: Isabel Macedo como Olivia, Roberto Vallejos como Negro y  Jorge Sesán como Chico.

- Capítulo 8: Miguel Ángel Rodríguez como Rolo.

- Capítulo 9: Muriel Santa Ana como Carla y Matías Alé como Alex.

- Capítulo 10: Ana María Picchio como Luján, Gino Renni como Carlos y Graciela Stéfani como Eva.

- Capítulo 11: Carolina Peleritti como Alejandra, Verónica Llinás como Lucy e Ignacio Rogers como Ramiro.

- Capítulo 12: Eleonora Wexler como Julieta Valado, Carlos Portaluppi como Darío Montalbán y Gabriela Sari como Sabrina.

- Capítulo 13: Graciela Borges como Stella Maris Fernández de Urquijo y Gabriela Sari como Sabrina.

### Segunda temporada
- Capítulo 1: Mike Amigorena como Daniel, Jean Pierre Noher como Jorge, Victoria Almeida como Melisa, Andrea Quattrocchi como Stéfani y Liliana Cuomo como Perla.

- Capítulo 2: Florencia Raggi como Luciana, Paola Barrientos como Nora, Emilio Disi como Obispo, Santiago Bal como Rabino.

- Capítulo 3: Jazmín Stuart como Carolina, Víctor Laplace como Manuel, Coraje Ábalos como Ludovico, Giselle Bonaffino como Celeste y Lucas Velasco como bravucón.

- Capítulo 4: Emilia Mazer como Romina, Salo Pasik como Miguel, Alejo García Pintos como Pedro, Adela Gleijer como Bobe y Santiago Bal como Rabino.

- Capítulo 5: Thelma Biral como Chichita, Atilio Pozzobón como Nelson y Leonardo Saggese como Javier.

- Capítulo 6: Maricel Álvarez como Jimena, Víctor Laplace como Manuel, Gerardo Chendo como Emanuel Quintana y Emiliano Lobo como Fito.

- Capítulo 7: Laura Novoa como Mariana Victoria Sergini, Víctor Laplace como Manuel, Diego Velázquez como Julián Quintana y Emiliano Lobo como Fito.

- Capítulo 8: Araceli González como Diana Linares, Víctor Laplace como Manuel y María Abadi como Rocío.

- Capítulo 9: Andrea Quattrocchi como Nidia, Víctor Laplace como Manuel, María Abadi como Rocío y Gaston Pozzo como kiosquero.

- Capítulo 10: Romina Gaetani como Maggie, Víctor Laplace como Manuel, María Abadi como Rocío, Rodolfo Barili como Periodista y Soledad Cagnoni como Agustina.

- Capítulo 11: Romina Gaetani como Maggie, Rita Cortese como Sandra Guzmán, Víctor Laplace como Manuel, María Abadi como Rocío, Rodolfo Barili como Periodista y Soledad Cagnoni como Agustina.

## Segunda temporada
Debido al éxito del unitario en su primera temporada, Tomás Yankelevich (gerente de programación de Telefe), decidió mandar a grabar una segunda temporada para el 2012. La misma se filmó en los últimos meses del 2011, y salió al aire el domingo 22 de abril a las 22:00. Luego de otro año exitoso en calidad y audiencia, la segunda temporada finalizó el jueves 5 de julio de 2012 a las 22:00.

## Repercusión
El esperadísimo regreso a la televisión de Guillermo Francella generó gran aceptación en el público. "El hombre de tu vida", el unitario dirigido por el cineasta Juan José Campanella, tuvo un excelente número de índice de audiencia en su debut ganando siempre en su franja horaria de los días domingos. Además se destaca por los detalles que tienen que ver con el contenido, tan discutido, en los últimos tiempos, en la televisión argentina.
La historia desde el principio fue atractiva, con buenas dosis de humor y romanticismo. También se pudieron destacar las excelentes actuaciones de Mercedes Morán (la prima y "jefa") y Luis Brandoni (un cura muy particular). "El Hombre de tu Vida" logró afirmarse bien, conquistando a los televidentes, llevando a los directores a grabar una segunda temporada, emitida en el año 2012. También tiene el mérito de ser la primera serie emitida completamente en HD en la Televisión Digital Abierta por el Canal 34.01

## Premios y nominaciones

### Premios Martín Fierro
| Año  | Categoría                             | Receptor                                              | Resultado |
| ---- | ------------------------------------- | ----------------------------------------------------- | --------- |
| 2011 | Mejor miniserie                       | Mejor miniserie                                       | Nominados |
| 2011 | Mejor Director                        | Juan José Campanella                                  | Ganador   |
| 2011 | Mejor Autor / Libretista              | Marcela Guerty Pamela Rementería Juan José Campanella | Ganadores |
| 2011 | Mejor Actor - Unitario y/o Miniserie  | Guillermo Francella                                   | Nominado  |
| 2011 | Mejor Actor - Unitario y/o Miniserie  | Luis Brandoni                                         | Nominado  |
| 2011 | Mejor Actriz - Unitario y/o Miniserie | Mercedes Morán                                        | Ganadora  |
| 2011 | Revelación                            | Malena Pichot                                         | Nominado  |
| 2011 | Participación Especial en Ficción     | Graciela Borges                                       | Nominado  |
| 2011 | Participación Especial en Ficción     | Jorgelina Aruzzi                                      | Ganadora  |
| 2011 | Mejor Canción Original                | "Ay Amor" Interpretada por Bahiano                    | Ganadora  |
| 2011 | Producción Integral                   | Producción Integral                                   | Nominado  |
| 2012 | Mejor unitario                        | Mejor unitario                                        | Nominados |
| 2012 | Mejor Actor - Unitario y/o Miniserie  | Guillermo Francella                                   | Ganador   |
| 2012 | Mejor Actor - Unitario y/o Miniserie  | Luis Brandoni                                         | Nominado  |
| 2012 | Mejor Actriz - Unitario y/o Miniserie | Mercedes Morán                                        | Ganadora  |
| 2012 | Mejor Director                        | Juan José Campanella                                  | Ganador   |
| 2012 | Mejor Autor / Libretista              | Juan José Campanella y Cecilia Monti                  | Nominados |

### Premios Tato
| Año  | Categoría                      | Receptor             | Resultado |
| ---- | ------------------------------ | -------------------- | --------- |
| 2011 | "Unitario"                     | El hombre de tu vida | Ganador   |
| 2011 | "Actor protagónico"            | Guillermo Francella  | Nominado  |
| 2011 | "Actor protagónico"            | Luis Brandoni        | Nominado  |
| 2011 | "Actriz protagónica"           | Mercedes Morán       | Nominada  |
| 2011 | "Actriz de reparto"            | Malena Pichot        | Nominada  |
| 2011 | "Dirección"                    | El hombre de tu vida | Ganador   |
| 2011 | "Producción integral"          | El hombre de tu vida | Nominado  |
| 2011 | "Guion"                        | El hombre de tu vida | Ganador   |
| 2011 | "Imagen y sonido"              | El hombre de tu vida | Ganador   |
| 2012 | "Guion"                        | El hombre de tu vida | Ganador   |
| 2012 | "Dirección"                    | El hombre de tu vida | Ganador   |
| 2012 | "Actor en unitario"            | Guillermo Francella  | Nominado  |
| 2012 | "Actor de reparto en unitario" | Luis Brandoni        | Ganador   |
| 2012 | "Actriz protagónica"           | Mercedes Morán       | Ganadora  |
| 2012 | "Mejor unitario"               | El hombre de tu vida | Ganador   |

### Premios Fund TV
| Producción | Categoría                     | Receptor                      | Resultado |
| ---------- | ----------------------------- | ----------------------------- | --------- |
| 2012       | Premio extraordinario del año | Premio extraordinario del año | Ganador   |

## Versiones
- En Chile el Canal 13 compró los derechos de la serie El hombre de tu vida al canal argentino Telefe, para desarrollar y emitir su propia versión, titulada igual que la original (El hombre de tu vida). La serie está protagonizada por Boris Quercia y Francisca Imboden.

- En España se estrenó en el 2016 una versión homónima de la serie, la cual es protagonizada por José Mota y Malena Alterio.